# 아페웨르크 테클레
아페웨르크 테클레(암하라어: አፈወርቅ ተክሌ)는 에티오피아의 예술가로, 스테인드 글라스를 활용해 아프리카 민족 문화와 기독교를 융합한 스타일의 회화 작품을 남겼다.